# Gavino Pes
Gavino Pes (Don Baignu) (Tempio Pausania, 31 luglio 1724 – 24 ottobre 1795) è stato un presbitero e poeta italiano.
Fu il primo autore a utilizzare il dialetto gallurese in componimenti poetici che si inquadrano nel periodo letterario dell'"arcadia" con influssi metastasiani.
Pes proveniva da un'agiata famiglia nobiliare. Fu sacerdote e canonico della Cattedrale di Cagliari dal 1750 circa e poi rientrato a Tempio, fu amante della bella vita e delle donne, alle quali dedicò numerosi componimenti poetici e canzoni. È sepolto nella chiesa di San Francesco a Tempio.
La cantautrice Daniela Pes, sua concittadina, ha musicato alcune delle sue poesie.

## Opere
Stralci di alcune opere (in dialetto gallurese)
- Ancora dapoi moltu.

Ancora dapoi moltu
```
Intes'agghju di chi c'ha
ghjenti in dì mali di me
chi no ti ‘oddhu più bè;
chissu è lu contu chi poltu,
Ancora dápoi moltu
si possu, ti decu amà.
Comu po' vinè chiss'ora
chi eu no ti sia amanti,
sempri chlagghja lu ríspiru?
Si da suttu tarra ancora
t'agghju a mandà dugn'istanti
d'amanti un caldu suspiru?
Comu c'ha ghjenti m'ámmiru
chi lu possia immagghjnà.

Ancora dapoi moltu

Comu possu chissu toltu
fatti? Nemmancu aè briu
di pinsallu, si m'agattu.
E illu mè' cori moltu
sarà impressu a lu ‘iu
lu tò unicu ritrattu.
E saragghju in vita ingrattu
a ca la lita mi dà.

Ancora dapoi moltu.
```

- Un basgiu solu in sigrettu.

```
Un basgiu solu in sigrettu
inn'amurosu dilliriu
hagghiu la menti e lu cori,
pero mi selvi l'amori
di tulmentu e di maltiriu,
```

- Tu sola poi curammi

```
Tu sola poi curammi
Li mé mali so assai
e rimediu no và
tu chi millu poi dà
ingratta, no millu dai?
```

- No si poni risistì.

No si poni resistì
Chisti dui estremi folti:
Lu 'idetti è la mè molti,
Lu no videtti è murì.
```
Tutti e dui violenti
So l'estremi chi descriu
Molgu si t'hagghju presenti,
Si sé assenti no viu:
Di molti è lu disaffiu
Pal parà o pal fugghj'.

Candu no t'icu, molgu
D'amorosa simpatia;
E candu t'icu tolgu
A punimmi in agunia.
Eu sì chi ti pudia
In bon'ora cunniscì.

L'occhj toi a lu mè cori
Sò penetranti pugnali;
Senz'iddi stocu a tutt'ori
Cù una pena multali.
Cà di chisti dui mali
Agghju a vulè elegghj'?

Pal finì, ghjacchì la molti
Incontru in videtti o no,
Voddhu murì middi 'olti
Basta a videtti però:
Chi li to' beddhi occhj so'
Più d'amà, che di timì.
```